# Amrullah Saleh
Amrullah Saleh (Panjshīr, 15 de octubre de 1972) es un político afgano, vicepresidente primero de la República Islámica de Afganistán desde 2020 y, tras la salida del país del presidente Ashraf Ghani, presidente autoproclamado en funciones de dicha República (de jure) desde el 17 de agosto de 2021, de conformidad con la Constitución de Afganistán de 2004. Su autoridad está disputada ya que el gobierno de la República Islámica colapsó luego de la caída de Kabul. Anteriormente desempeñó el puesto de ministro del Interior de Afganistán en 2018 y 2019 y de jefe de la Dirección Nacional de Seguridad (NDS) desde 2004, hasta su renuncia en 2010. 
En marzo de 2017, fue nombrado ministro de Estado de Reformas de Seguridad por el presidente Ashraf Ghani. En diciembre de 2018, Ghani lo nombró ministro del Interior y renunció al cargo en 2019 para unirse al equipo electoral de Ashraf Ghani y fue nombrado primer vicepresidente de Afganistán.
Tras la caída de Kabul bajo el control de los talibanes y la fuga de Ghani del país, Saleh se trasladó al valle de Panjshir, donde se autoproclamó presidente interino de Afganistán y anunció la formación de un frente anti-talibán, junto con Ahmad Masud y el ministro de Defensa, Bismillah Khan Mohammadi, llamado Resistencia Panjshir.

## Biografía
Saleh nació en octubre de 1972 en Panjshir (Afganistán). Pertenece al grupo étnico tayiko.
Saleh tenía una hermana, que fue torturada y posteriormente asesinada por combatientes talibanes después de que iniciaron una persecución por él.

## Trayectoria
En 1990, para evitar ser reclutado por el ejército afgano respaldado por los soviéticos, Saleh se unió a las fuerzas muyahidines de la oposición. Recibió entrenamiento militar en el vecino Pakistán y luchó bajo el mando del comandante muyahidín Ahmad Shah Masud.
A fines de la década de 1990, Saleh era miembro de la Alianza del Norte (también conocida como Frente Unido) y luchaba contra la expansión de los talibanes. En 1997, Saleh fue designado por Massoud para dirigir la oficina de enlace internacional del Frente Unido en la Embajada de Afganistán en Dusambé, Tayikistán, donde se desempeñó como coordinador de organizaciones no gubernamentales (humanitarias) y como enlace. socio de agencias de inteligencia extranjeras.
En octubre de 1996, Amarullah Saleh organizó una reunión entre Muthu Kumar y Ahmad Shah Masud para organizar el equipo y la ayuda de Nueva Delhi.
Después de los ataques del 11 de septiembre de 2001 en los Estados Unidos, Saleh participó en las principales operaciones de inteligencia del Frente Unido sobre el terreno durante el derrocamiento del régimen talibán.

## Intentos de asesinato
Saleh se ha convertido en blanco de asesinatos en varias ocasiones. Durante una entrevista en "60 Minutes" en los Estados Unidos en diciembre de 2009, Saleh declaró:

"Claro, y si me matan, le he dicho a mi familia y a mis amigos que no se quejen de nada, porque he matado a muchos de ellos con orgullo, entonces, soy un objetivo muy, muy legítimo, muy legítimo, porque cuando oponerse a ellos, el deseo de oponerme a ellos es parte de mi sangre. Creo que están equivocados"

El 28 de julio de 2019, tres militantes ingresaron a la oficina de Saleh en Kabul después de que un atacante suicida se hiciera estallar. Al menos 20 personas murieron y 50 resultaron heridas en el atentado suicida y el tiroteo en su oficina. Saleh no resultó herido en el ataque, pero perdió a varios colegas y 2 sobrinos en el ataque. El ataque a Saleh fue condenado por la comunidad internacional, incluida la Unión Europea.
El 9 de septiembre de 2020, Saleh resultó herido por un ataque con bomba en la carretera en Kabul, en el que murieron diez personas. Quince civiles resultaron heridos, incluidos algunos de sus guardaespaldas. Los talibanes negaron su responsabilidad. Saleh publicó un video en Facebook después de la explosión con vendajes en la mano izquierda y quemaduras en la cara. Saleh dijo que viajaba a su oficina con su hijo cuando ocurrió el ataque. No hubo ningún reclamo de responsabilidad por el bombardeo.